# 도큐 그룹
도큐 그룹(일본어: 東急グループ, とうきゅうグループ)은 일본에 기반을 둔 기업집단이다. 2020년 3월 31일 기준으로, 232사 5법인으로 구성되어 있다. 2008년 3월 기준 총 매출액은 2조 5,937억엔이다. 그룹의 슬로건은 「아름다운 시대로―도큐 그룹(일본어: 美しい時代へ―東急グループ)」이다.

## 주요 회사

### 주축
- 도큐 주식회사

### 교통 사업 관련
- 홋카이도
  - 죠테츠(일본어: じょうてつ) - 버스 사업, 부동산 사업 등
- 도호쿠 지방
  - 센다이 국제 공항(일본어: 仙台国際空港)
- 간토 지방
  - 도큐 전철(일본어: 東急電鉄) - 철도 사업
  - 도큐 버스(일본어: 東急バス) - 자동차 운송 사업
    - 도큐 토란세(일본어: 東急トランセ) - 자동차 운송 사업 (도큐 버스의 자회사)

  - 도큐 테크노 시스템(일본어: 東急テクノシステム) - 철도 차량 및 자동차 차체 등의 정비 등
- 주부 지방
  - 이즈큐 홀딩스(일본어: 伊豆急ホールディングス) - 경영기획, 영업전략의 기획 및 입안 (이즈 급행을 포함한 이즈큐 그룹 8사의 지주회사)
    - 이즈 급행(일본어: 伊豆急行) - 철도 사업

  - 우에다 교통(일본어: 上田交通) - 부동산 판매 및 임대업 등
    - 우에다 전철(일본어: 上田電鉄) - 철도 사업 및 부동산 임대 사업 (우에다 교통의 자회사)

### 유통 사업 관련
- 도큐 백화점(일본어: 東急百貨店) - 백화점업
  - 방콕 도큐 백화점(일본어: バンコク東急百貨店) ‐ 백화점업
  - 도큐 타임(일본어: 東急タイム) - 시계, 귀금속, 보석의 판매
  - 시부야 지하가(일본어: 渋谷地下街) - 부동산 관리 사업, 디지털 이미징 사업
  - 나가노 도큐 백화점(일본어: ながの東急百貨店) ‐ 백화점업
- 도큐 스토어(일본어: 東急ストア) - 기업형 슈퍼마켓 사업
- 도큐 몰즈 디벨로프먼트(일본어: 東急モールズデベロップメント) - 쇼핑몰 「도큐 스퀘어(일본어: 東急スクエア)」의 기획 개발 운영사업
  - 시부야 109 엔터테인트먼트(일본어: SHIBUYA109エンタテイメント) - 「시부야 109」 등 쇼핑몰의 경영, 관리 운영, 기획 개발 등
- 도큐 핸즈(일본어: 東急ハンズ) - 도시형 홈센터 사업
- 도큐 스테이션 리테일 서비스(일본어: 東急ステーションリテールサービス) - 도큐 전철 각 역의 매점 「toks」,편의점 「로손」 운영

### 호텔, 리조트 사업 관련
- 도큐(일본어: 東急) 계열
  - 도큐 호텔즈(일본어: 東急ホテルズ)
    - 도큐 호텔(일본어: 東急ホテル) - 럭셔리 호텔
    - 엑셀 호텔 도큐(일본어: エクセルホテル東急) - 미들 클래스 호텔
    - 도큐 REI 호텔(일본어: 東急REIホテル) - 비즈니스 호텔
- 도큐 부동산 홀딩스(일본어: 東急不動産ホールディングス) 계열
  - 도큐 리조트&스테이(일본어: 東急リゾーツ&ステイ)
    - 도큐 스테이(일본어: 東急ステイ) - 도시형 호텔
    - 도큐 하베스트 클럽(일본어: 東急ハーヴェストクラブ) - 회원제 리조트 호텔
    - 호텔 하베스트(일본어: ホテルハーヴェスト) - 리조트 호텔
    - 도큐 골프 리조트(일본어: 東急ゴルフリゾート)
    - 도큐 스키 리조트(일본어: 東急スキーリゾート)

  - 도큐 리조트(일본어: 東急リゾート) - 별장, 리조트 맨션, 토지 판매 관리 및 회원제 리조트 호텔(도큐 하베스트 클럽), 골프 회원권 판매 관리
- 이즈큐 홀딩스(일본어: 伊豆急ホールディングス) 계열
  - 이즈 관광호텔(일본어: 伊豆観光ホテル) - 호텔 이즈큐(일본어: ホテル伊豆急)
- 우에다 교통(일본어: 上田交通) 계열
  - 우에다 스테이(일본어: 上田ステイ)

### 종합 부동산, 부동산 사업 관련
- 도큐 부동산 홀딩스(일본어: 東急不動産ホールディングス) - 도큐 부동산 홀딩스 그룹의 지주회사
- 도큐 부동산(일본어: 東急不動産) - 종합 부동산업
- 도큐 커뮤니티(일본어: 東急コミュニティー) - 부동산 관리
  - 도큐 빌딩 메인터넌스(일본어: 東急ビルメンテナンス) - 빌딩 종합 관리
  - 커뮤니티 원(일본어: コミュニティワン) - 맨션 관리 및 설비 관리
- 도큐 리버블(일본어: 東急リバブル) - 부동산 중개
  - 도큐 리버블 삿포로(일본어: 東急リバブル札幌)
  - 도큐 리버블 도호쿠(일본어: 東急リバブル東北)
  - 도큐 리버블 나고야(일본어: 東急リバブル名古屋)
  - 도큐 리버블 큐슈(일본어: 東急リバブル九州)
  - 리버블 에셋 매니지먼트(일본어: リバブルアセットマネジメント) - 임대용 부동산 소유 및 운영
- 도큐 주택 리스(일본어: 東急住宅リース) - 임대 주택 관리사업
  - 도큐 사택 메니지먼트(일본어: 東急社宅マネジメント) - 사택 대행 사업
- 도큐 퍼실리티 서비스(일본어: 東急ファシリティサービス) - 빌딩, 건축물 및 부속 설비의 종합 관리

### 건설 사업 관련
- 도큐 건설(일본어: 東急建設) - 종합 건설업
  - 도큐 리뉴얼(일본어: 東急リニューアル) - 건물의 증개축 및 보수
  - 도켄 산업(일본어: 東建産業) - 환경 설비 사업, 유지 관리 사업
- 도큐 설계 컨설턴트(일본어: 東急設計コンサルタント) - 건축 및 토목 설계
- 세기 도큐 공업(일본어: 世紀東急工業) - 도로 건설 및 포장 사업
  - 신세기 공업(일본어: 新世紀工業) - 도로 포장 및 포장 재료의 제조 판매
- 이시카츠 익스테리어(일본어: 石勝エクステリア) - 조경 사업
- 도큐 그린 시스템(일본어: 石勝エクステリア) - 골프장 시공 및 설계, 조경 사업
- 도큐 Geox(일본어: 東急ジオックス) - 건설 자재 공급 및 공사 청탁
- 이즈큐 하우징(일본어: 東急ジオックス) - 건축, 토목, 조경의 설계 및 시공, 리폼 공사

### 제조, 정비 사업 관련
- 도큐 테크노 시스템(일본어: 東急テクノシステム) - 철도 전기 공사, 철도 차량의 개축 및 정비, 버스 차량의 개축 및 정비
- 도큐 궤도 공업(일본어: 東急軌道工業) - 간도 신설 및 개량, 보수 공사

### 레저 사업 관련
- 도큐 레크리에이션(일본어: 東急レクリエーション) - 멀티플렉스 영화관 109 시네마즈(일본어: 109シネマズ), 영화 배급 사업 등
- 도큐 스포츠 오아시스(일본어: 東急スポーツオアシス) - 피트니스 클럽 (도큐 부동산 홀딩스(일본어: 東急不動産ホールディングス) 계열)
- 도큐 스포츠 시스템(일본어: 東急スポーツシステム) - 피트니스 클럽 (도큐(일본어: 東急) 계열)

### 서비스 사업 관련
- 도큐 에이전시(일본어: 東急エージェンシー - 광고 대리점
- 잇츠 커뮤니케이션즈(일본어: イッツ・コミュニケーションズ) - 케이블 텔레비전, 인터넷 서비스 제공 사업자
- 도큐 카드(일본어: 東急カード) - 신용카드 사업 및 포인트 카드「TOP&」의 운영
- 도큐 시큐리티(일본어: 東急セキュリティ) - 무인 전자경비, 시설 경비 및 순찰 경비 업무
- 이웰(일본어: イーウェル) - 선택적 복리후생 대행 사업
- 도큐 이라이프 디자인(일본어: 東急イーライフデザイン) - 고령자 주택, 유료 요양원의 경영 및 운영 (도큐 부동산 홀딩스(일본어: 東急不動産ホールディングス) 계열)
- 도큐 웰니스(일본어: 東急ウェルネス) - 고령자 주택, 유료 요양원의 경영 및 운영 (도큐(일본어: 東急) 계열)
- 도큐 파워 서플라이(일본어: 東急パワーサプライ) - 신전력 사업자

### 문화 사업 관련
- 고토 육영회(일본어: 五島育英会) - 도쿄 도시 대학(일본어: 東京都市大学) 및 부속 중,고등학교
- 아시아 학원(일본어: 亜細亜大学) - 아시아 대학(일본어: 亜細亜大学)
- 도큐 문화촌(일본어: 東急文化村) - Bunkamura (콘서트 홀, 극장, 미술관 등 복합 문화시설)
- 고토 미술관(일본어: 五島美術館)
- 도큐 재단(일본어: 東急財団)

### 서포트 사업 관련
- 도큐 병원(일본어: 東急病院) - 도큐 연선 주민, 도큐 그룹의 사원을 위해서 설립된 의료기관